# الفقرة (أولاد منصور)
الفقرة هو دُوَّار يقع بجماعة أم عزة، عمالة الصخيرات تمارة، جهة الرباط سلا القنيطرة في المملكة المغربية. ينتمي الدوّار لمشيخة أولاد منصور التي تضم 5 دواوير. يقدر عدد سكانه بـ 2820 نسمة حسب الإحصاء الرسمي للسكان والسكنى لسنة 2004.

## روابط خارجية
- البوابة الوطنية للجماعات الترابية
- المندوبية السامية للتخطيط